# 麦珏瑞·卡法
麦觉瑞•卡法（Melchiorre Cafà （页面存档备份，存于） ，在意大利以Caffà知名,在马耳他是Gafa、Gafà、Gaffar或Gafar; 1636年–1667年)，来自马耳他的雕塑家。他在罗马开始了一个有前途的职业，但很快就被工作事故带来的过早死亡打断。卡法生于马耳他的维托里奥萨，1636年1月21日洗礼得名马塞洛。1658年到罗马后不久，他很快被称为梅尔基奥尔•马耳他。他的兄弟洛伦佐•咖法是马耳他的著名建筑师。当他到达罗马进入Ercole Ferrata工作室的时候，已经是一个成熟的雕塑家，他并未直接说他的老师尽管他很可能帮助他完善其技艺。尽管很快就有了自己的委托，他仍和Ferreta联系紧密并合作。

1660年卡法与卡米罗•帕姆菲力王子签署了他的第一份独立合同，制作圣埃格尼斯教堂的圣尤斯塔殉难浮雕。1662年，他成为圣卢卡协会的一员，1667年被选为会长，但他拒绝了这项荣誉。据说，他是画家乔万尼•巴蒂斯塔•高利的密友。他死于1677年9月4日，当时他为瓦莱塔圣约翰联合大教堂做祭坛装饰，在圣彼得铸造厂工作时一些材料倒向了他。在他的家乡，没有他的荣誉的纪念碑或铭牌。
1.
1. ↑  .   [2014-12-02]. （原始内容存档于2020-11-29）.